# Onthophagus aereomaculatus
Onthophagus aereomaculatus är en skalbaggsart som beskrevs av Antoine Boucomont 1914. Onthophagus aereomaculatus ingår i släktet Onthophagus och familjen bladhorningar. Inga underarter finns listade i Catalogue of Life.